# Зотовы (Котельничский район)
Зотовы — опустевшая деревня в Котельничском районе Кировской области в составе Александровского сельского поселения.

## География
Располагается на расстоянии примерно 20 км по прямой на запад-юго-запад от райцентра города Котельнич.

## История
Была известна с 1891 года, в 1905 году здесь (займище Никитинское или Коновалы или Зотовы) отмечено дворов 3 и жителей 27, в 1926 (деревня Зотовы или Коновалы) 7 и 48, в 1950 4 и 8, в 1989 оставалось 4 человека. Настоящее название утвердилось в 1939 году.

## Население
Постоянное население  не было учтено как в 2002 году, так и в 2010.